# اس۱۰ (خواننده)
اس۱۰ (به انگلیسی: S10) (زاده ۸ نوامبر ۲۰۰۰) خواننده، رپر و ترانه‌سرا هلندی است.
او نماینده هلند در یوروویژن ۲۰۲۲ بود.